# Segreto di Pulcinella

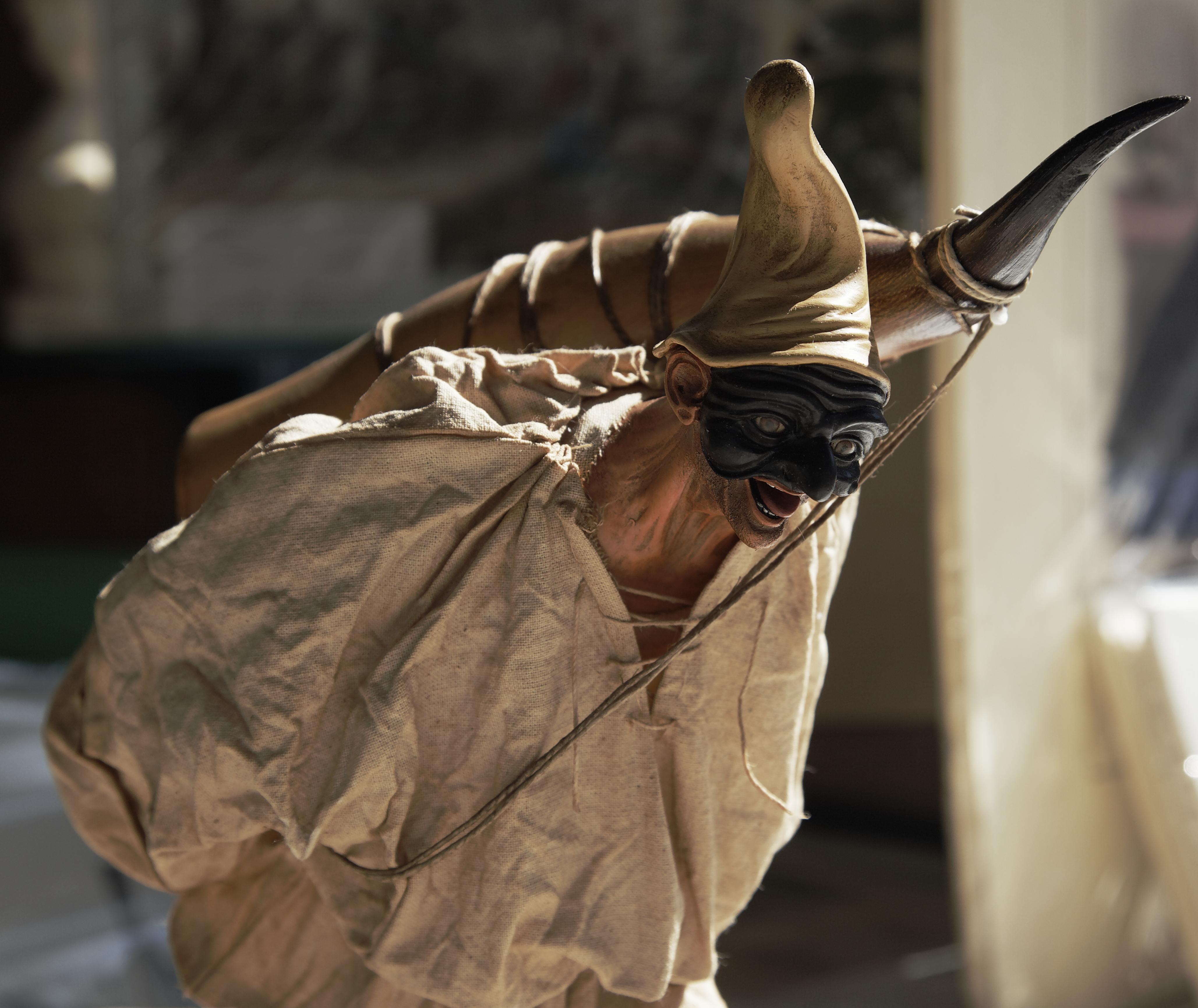
Una statua di Pulcinella.

«Segreto di Pulcinella» è un idiomatismo della lingua italiana usato per indicare un segreto che non è più tale, qualcosa che ormai è diventato di pubblico dominio nonostante i tentativi di tenerlo nascosto da parte di chi lo detiene e, più in generale, la locuzione può anche essere usata per sottolineare un'ovvietà.

## Origine
L'origine specifica del modo di dire è incerta, anche se nasce dal mondo della commedia dell'arte per il suo riferimento al personaggio di Pulcinella, che è rappresentato dotato di una forte ironia e dell'abitudine a prendersi gioco dei potenti e a svelare i retroscena delle situazioni scottanti a lui confidate e che egli, più o meno ingenuamente, rivela in gran segreto. La commedia dell'arte era costruita sulla riproposizione di situazioni e personaggi codificati che permettevano agli attori di improvvisare all'interno di riferimenti narrativi ben definiti e riconoscibili per il pubblico. Gli attori impersonavano tipi fissi e mettevano in scena una serie di azioni codificate, che seguivano un canovaccio prefissato. Quello del "segreto di Pulcinella" è uno di questi canovacci. In esso un qualche personaggio rivela un segreto a Pulcinella, con la richiesta di giurare che mai quel segreto sarà rivelato ad altri. Pulcinella giura e corre a rivelarlo a qualcun altro. La situazione si ripete, via via con tutti i personaggi cosicché, alla fine, tutti coloro che sono sulla scena (e anche gli spettatori) conoscono il segreto,  ma tutti fingono di non conoscerlo. Questa situazione è sfruttata per creare una serie di comici equivoci. Lo psicoanalista Emilio Mordini ha suggerito che la struttura del segreto di Pulcinella fornisca un interessante modello interpretativo del segreto nel mondo di Internet, dove ogni informazione è nei fatti pubblica anche quando si finge che sia riservata o segreta.

## Linguistica
Spesso, come nei modi di dire, la locuzione viene associata a una figura retorica, o comunque contraddice il principio di composizionalità tipico della lingua. John Saeed lo cita come un esempio di parole che, collocate insieme, si sono fissate a lungo termine in un'espressione fossilizzata.

## Esempi di utilizzo
L'espressione viene usata sia con l'articolo determinativo sia con quello indeterminativo, mantenendo in entrambi i casi lo stesso significato. Esempi dell'uso della locuzione: